# Пожар на проспекте Азадлыг
Пожар на проспекте Азадлыг произошёл 19 мая 2015 года в Бинагадинском районе Баку. В результате пожара в шестнадцатиэтажном жилом доме погибли 15 человек, пятеро из которых — дети. Ещё 63 человека получили различные степени ожогов и ранений, отравились ядовитым дымом. Большинство жертв пожара задохнулись от дыма.
Огонь был потушен в течение 4 часов. По словам генерального прокурора Азербайджана Закира Гаралова, пожар произошёл из-за некачественных материалов, использовавшихся при облицовке здания.
Здание выгорело практически полностью. Возгорание началось с фасада. Правоохранительными органами было возбуждено уголовное дело по статьям «Нарушение правил пожарной безопасности, повлекшее по неосторожности смерть потерпевшего или иные тяжкие последствия» и «Халатность, приведшая к тяжким последствиям».
Это первый столь масштабный пожар в здании, произошедший в Баку. Аналогичный пожар, но без фатальных последствий произошёл 10 апреля этого же года, когда из-за полиуретановой облицовки загорелся девятиэтажный жилой дом в Хатаинском районе Баку.

## Пожар и тушение
Первые сообщения о пожаре стали поступать сразу после 10 часов утра. В 11:28 к месту происшествия было отправлено несколько бригад скорой помощи. К 11:47 в связи с пожаром на проспекте Азадлыг движение транспорта было ограничено. Центром интеллектуального управления транспортом было рекомендовано водителям использовать в качестве альтернативы улицу Шовкет Мамедовой.
К этому времени МЧС, живая сила и техника противопожарной службы были направлены на тушение пожара. По словам жильцов дома, пожар начался на 1-м этаже здания и за несколько секунд охватил весь дом. Всего в доме 54 квартиры. По словам очевидцев, горела пластиковая облицовка здания.
Один из жильцов выпрыгнул из окна 8-го этажа и разбился. К 12:30 на месте пожара работало 30 бригад скорой помощи. К тушению пожара было привлечено 3 вертолёта. Воду для тушения пожара вертолёты МЧС брали из озера Бёюк-Шор, расположенного неподалёку.
К 13:05 на место пожара прибыли министр внутренних дел Рамиль Усубов, генеральный прокурор Закир Гаралов, а также заместитель генпрокурора Рустам Усубов.
В 13:28 пожар был потушен и к 14:16 локализован. В связи с пожаром в жилом здании Министерство по чрезвычайным ситуациям объявило 2-ю степень боевой готовности. Пожар длился 4 часа. По словам заместителя министра чрезвычайных ситуаций Этибара Мирзаева, причинами задержки в тушении пламени явились большие размеры здания и невозможность для техники приблизиться к источнику пламени.

## Жертвы
Пострадавших в пожаре в Баку доставили в Клинический медицинский центр. С диагнозом «отравление дымом» в токсикологическое отделение Клинического медицинского центра были доставлены 4 пациента. Все 4 пострадавших — женщины.
Первые сообщения о погибших поступили от главы пресс-службы Министерства здравоохранения Азербайджана Лии Байрамовой. По её словам, мужчина, проживавший в горящем здании, в панике выбросился из окна и погиб на месте. Второй жертвой пожара стал ребёнок, наглотавшийся дыма.
К 14:55 десятерым помощь была оказана на месте, 54 человека были доставлены в больницы.
Большинство пострадавших были с токсическим отравлением доставлены в токсикологический отдел Клинического медицинского центра № 1. Остальные же помещены в Научно-исследовательский институт травматологии и ортопедии, Бакинскую городскую больницу № 6 и Ожоговый центр. Глава пресс-службы Министерства здравоохранения Азербайджана Лия Байрамова отметила, что анализы госпитализированных показали, что у них в крови присутствует карбоксигемоглобин, являющийся производным от горения полимерного материала.
Все жильцы сгоревшего в Баку дома эвакуированы из здания. По словам заместителя министра чрезвычайных ситуаций Этибара Мирзаева, для тушения пожара было всего привлечено 12 вертолётов. Согласно Мирзаеву, в доме все двери были открыты, все покинули квартиры. Были спасены также жильцы, которые не покинули здание во время пожара, кто выбежали в блок, задохнулся от дыма. Среди пострадавших были и сотрудники МЧС, спасавшие людей и тушившие пожар.
По словам главы Исполнительной власти города Баку Гаджибалы Абуталыбова, побывавшего на месте происшествия, пострадавшие в результате пожара будут обеспечены соответствующим жильём, будут временно размещены в коттеджах и санаториях. По словам Абуталыбова, в этот же день вне зависимости от нанесённого ущерба жильцам будет выдана компенсация по 1000 манатов. До 20 мая будет определена в среднем сумма нанесённого ущерба. Лица, чьи квартиры сгорели, получат компенсацию в большом размере. Абуталыбов отметил, что в настоящий момент МЧС ведёт расследование. Он заявил, что если будет принято решение о непригодности жилого здания, то оно будет полностью снесено, а если будет принято решение о его пригодности, то здание будет отремонтировано на высоком уровне.
Всего в результате пожара погибло 15 человек, 63 человека пострадало. Трое из погибших — дети, задохнувшиеся от дыма. Имена всех 15 погибших человек установлены.
Президент Азербайджана Ильхам Алиев дал поручение об обеспечении всех пострадавших необходимым лечением, предоставлении людям, оставшимся без крова, временного жилья и материальной помощи. Власти возьмут на себя все расходы, связанные с погребением погибших. Соответствующим службам было предписано в течение 15 дней произвести подсчёт ущерба, нанесённого имуществу пострадавших в результате пожара, для осуществления компенсационных выплат.
Вице-премьер Азербайджана Абид Шарифов в эфире гостелеканала заявил, что все пострадавшие получат жильё за счёт государства.
|  |  |  |
|  |  |  |

22 мая передвижная служба «ASAN xidmət» начала оказывать услуги жильцам сгоревшего дома. В этот же день в передвижную службу «ASAN xidmət» обратились около 80 человек. В службе сообщили, что приём обращений будет проводиться до полного восстановления документов пострадавших жильцов, которое будет произведено бесплатно.

## Причина возгорания
В связи с многочисленными жертвами пожара в многоэтажном жилом доме в Баку создана межведомственная следственная группа. Генеральный прокурор Азербайджана Закир Гаралов заявил, что в состав следственной группы вошли сотрудники МВД и генеральной прокуратуры.
По словам Гаралова, по предварительной версии, причиной возгорания стали некачественные материалы, применявшиеся при облицовке здания. Также Гаралов заявил, что изучаются документы о государственной приёмке здания после его облицовки. Проводимые следственные и оперативно-розыскные мероприятия находятся под контролем Президента Азербайджанской Республики Ильхама Алиева.
По факту пожара в Следственном управлении по тяжким преступлениям Генеральной прокуратуры Азербайджана было возбуждено уголовное дело по статьям 225.2 (нарушение правил пожарной безопасности), 308.2 (злоупотребление должностными полномочиями) и 314.2 (халатность) Уголовного кодекса Азербайджанской Республики.
За злоупотребление полномочиями и организацию производства некачественных фасадных покрытий в качестве подозреваемого к уголовной ответственности был привлечён глава компании Global Construction Мирюсиф Махмудов. Именно его фирма вела отделочные работы в сгоревшем здании. 22 мая по факту пожара был задержан также первый заместитель главы Исполнительной власти Бинагадинского района Газанфар Новрузов, приговорённый судом к четырём месяцам ареста.
По словам одного из жильцов сгоревшего здания Орхана Керимова, причиной пожара стало возгорание мусора на крыше поликлиники. Пламя вспыхнуло в течение минуты. Пока Керимов шёл за водой, загорелась кухня его квартиры на четвёртом этаже. Он, его супруга и двое малолетних детей выбежали на лестничную площадку, где скопилось очень много людей. Керимовы стали последней семьёй, которая покинула здание живой и невредимой. Из-за легковоспламеняемости полиуретановой облицовки фасада здание охватило пламенем за долю секунды.
Сгоревшее здание расположено в непосредственной близости от резиденции исполнительной власти Бинагадинского района Баку, Центральной избирательной комиссии и Государственной миграционной службы. Оно одним из последних прошло облицовку на аллее многоэтажных домов, проходящей от пересечения проспектов Азадлыг и Зии Буниятова по направлению к Бинагадинскому шоссе. С десяток многоэтажных зданий в этом районе Баку облицовывался по единому проекту, и также находится под угрозой столь же масштабного пожара.
Аналогичный случай произошёл 10 апреля 2015 года, когда загорелся девятиэтажный жилой дом № 16 на Зыхском шоссе в Хатаинском районе Баку. Тогда спасатели МЧС эвакуировали 140 человек, трое жильцов получили лёгкие травмы и ожоги, им была оказана первая медицинская помощь. Возгорание началось с фасада здания, пожар уничтожил всю облицовку здания и несколько балконов. Однако в компании Global Construction, одном из основных поставщиков услуг по отделке фасадов и интерьеров покрытием из полиуретана в Азербайджане, опасений не разделяли и продолжали вести работы по отделке зданий в прежнем, стремительном темпе.

### Облицовочные плиты

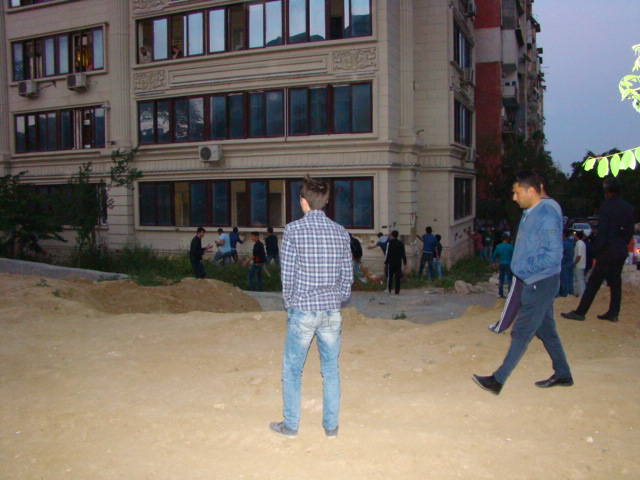
Жители разбирают облицовочные плиты дома, расположенного рядом со сгоревшим. Вечер 19 мая

По словам очевидцев аналогичного пожара, произошедшего 10 апреля, первыми загорелись как раз строительные леса, а затем пламя перекинулось на облицовочную плитку. Работы по облицовке зданий ведутся по всему городу уже несколько лет. Однако в сгоревшем здании строители отдали предпочтение фасадным полиуретановым плиткам, которыми обклеиваются фасады зданий, после чего здание красят.
Термостатированный полиуретан считается современным конструкционным материалом, успешно заменяющим резину, каучук, металл, пластик и т. д. Он может обладать как повышенной мягкостью, так и быть твёрдым как железо. Он лёгкий, что важно, когда речь идёт об облицовке здания. Также этот материал ударопрочен и износоустойчив — переносит любые атмосферные изменения. Из недостатков некоторые эксперты отмечают его токсичность. Такой точки зрения придерживается и президент Центра экологического исследования Тельман Зейналов. Также полиуретан крайне горюч. При его горении выделяются весьма токсичные газы, в том числе сильное ядовитое вещество — цианистый водород HCN. Практически все марки пенополиуретанов (ППУ) с различной плотностью относятся к группе сгораемых материалов. Зданий же, облицованных в данный материал, в Баку много. Многие дома, особенно расположенные вдоль центральных улиц, к которым относится и сгоревший 19 мая дом, покрыты этой плиткой. Одним из основных поставщиков услуг по отделке фасадов и интерьеров покрытием из полиуретана в Азербайджане является компания Global Construction.
По словам занимающегося строительным бизнесом эксперта, не назвавшего своего имени, эта плитка сама по себе не горит, но используемый в процессе облицовки клей вполне пожароопасен. По его словам, есть определённые правила крепления полиуретановых плиток, которые не всегда соблюдаются. Так, согласно строительным нормам и правилам (СНИП), перед облицовкой на фасад здания крепится армирующая сетка, на которую накладывается мата — цементная основа. Лишь затем можно клеить полиуретановую плитку. Это делается как раз для пожаробезопасности. Но многие подрядчики из экономии это условие не соблюдают.
По словам потерпевших, они были против облицовки полиуретаном фасада здания Исполнительной властью города Баку. Когда жильцы выступили против этого, им заявили, что облицовка из полиуретана не представляет угрозы для их жизни.

## Последствия

Здание в Баку (посёлок Бакиханов) с только что снятой некачественной облицовкой. Конец мая 2015 года

После пожара на проспекте Азадлыг жители одного из домов в 8-м микрорайоне города в этот же день самостоятельно стали разбирать фасады, облицованные полиуретаном. В Хатаинском районе Баку около 50 жильцов дома парализовали строительные работы по облицовке их дома легковоспламеняющимися материалами. На место происшествия прибыли сотрудники МЧС, которые попытались успокоить жильцов дома и пообещали в ближайшее время снять облицовку со здания. В районе начался сбор подписей с требованием снять опасную облицовку со всех жилых домов.
Утром 20 мая на месте пожара побывал президент Азербайджана Ильхам Алиев. В этот же день на первом заседании Государственной комиссии в связи с пожаром, Алиев заявил, что виновные лица будут наказаны со стороны государства. Ильхам Алиев дал распоряжения Исполнительной власти города Баку, Министерству по чрезвычайным ситуациям о неотложном проведении экспертизы всех зданий, имеющих аналогичное облицовочное покрытие, на предмет точного определения составов этих материалов. И в случае обнаружения какой-либо опасности президент заявил о необходимости в скором времени изъять и разобрать эти облицовочные материалы.
21 мая глава исполнительной власти Бинагадинского района, где случился пожар, Халаддин Искендеров, заявил, что в районе стартовали работы по демонтажу опасной облицовки зданий. Искендеров подчеркнул, что, как выяснила экспертиза, демонтируемая облицовка имеет низкое качество и представляет опасность.
В результате к ответственности были привлечены генеральный директор фирмы ООО «Qlobal Stone», занимавшейся производством полиуретана, который использовался для облицовки зданий, Угур Баширов, заместитель председателя ООО «Global Construction» Алекбер Аскеров, заведующий отделом хозяйства Исполнительной власти Бинагадинского района Адалят Раджабов, работавший в 2012-2013 годах начальником ЖКХ Бинагадинского района, начальник жилищно-коммунального участка №72 Низами Оруджев, а также Газанфар Новрузов, который в 2012-2013 годах был первым заместителем главы Исполнительной власти Бинагадинского района и должен был осуществлять контроль над работами по облицовке фасада зданий полиуретановым материалом.
7 марта 2016 года в Бинагадинском районном суде Баку было рассмотрено ходатайство следственных органов о продлении срока ареста обвиняемых в пожаре. Ходатайство было удовлетворено, и срок ареста подозреваемых был продлён на 3 месяца.
Раскритиковавший действия чиновников дипломат Ариф Мамедов был снят с должности постоянного представителя Организации исламского сотрудничества при Европейском Союзе, пять других дипломатов, лайкнувших пост Мамедова в Фейсбуке, были также уволены из МИД Азербайджана.

## Память

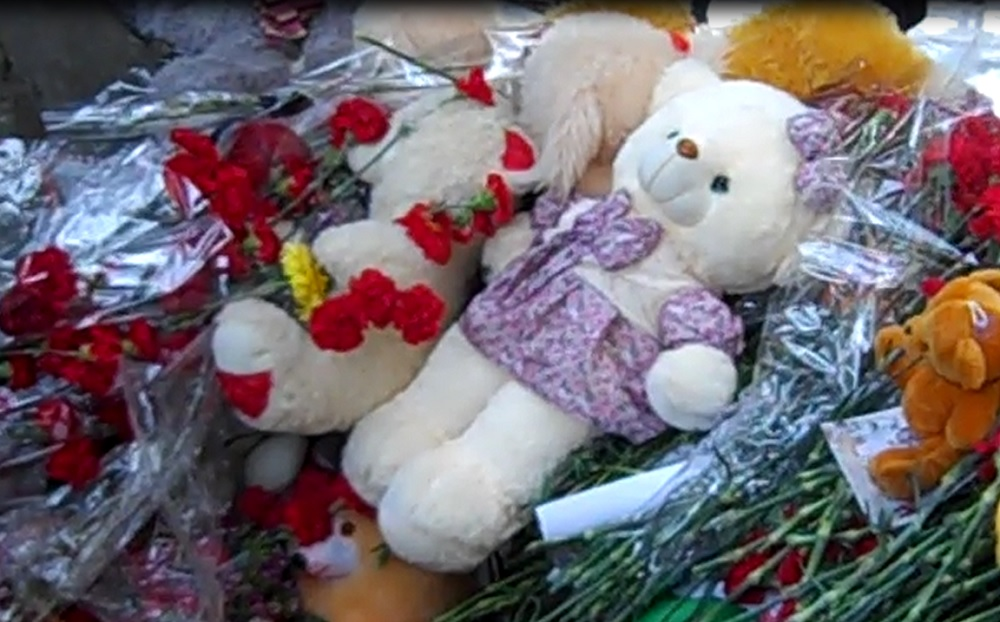
Цветы и игрушки у сгоревшего здания через два дня после трагедии

В связи с пожаром прямую трансляцию первого полуфинала конкурса «Евровидение 2015», состоявшегося в этот же день, Общественное телевидение Азербайджана не транслировало. Из телепрограммы были также изъяты музыкальные и развлекательные передачи. Представитель же Азербайджана на Евровидении Эльнур Гусейнов, почтя память жертв пожара, пришёл на встречу с представителями СМИ с чёрной лентой на руке.
Кинотеатры Азербайджана, чтобы почтить память жертв пожара, сняли с проката ряд картин комедийного жанра. Также на территории кинотеатров была выключена фоновая музыка и отменены промоакции к нескольким фильмам, в знак солидарности с близкими погибших.
20 мая жители Баку собрались напротив сгоревшего здания, почтили память жертв трагедии и возложили цветы к зданию. Полиция, в свою очередь, обеспечивала общественный порядок. В этот же день в Бакинском государственном университете прошла траурная церемония поминовения студентки 3-го курса факультета экологии и почвоведения Улькер Эйвазовой, погибшей во время пожара. На церемонии выступил ректор вуза Абель Магеррамов.
21 мая жители Баку и гости столицы продолжали приходить к месту трагедии, чтобы почтить память погибших во время пожара. Люди приходили с семьями и детьми, принося с собою гвоздики и игрушки, зажигали свечи и возносили молитвы в память о погибших.
29 мая депутаты Милли Меджлиса Азербайджана в ходе пленарного заседания почтили минутой молчания память 15 погибших в пожаре.